# Etil

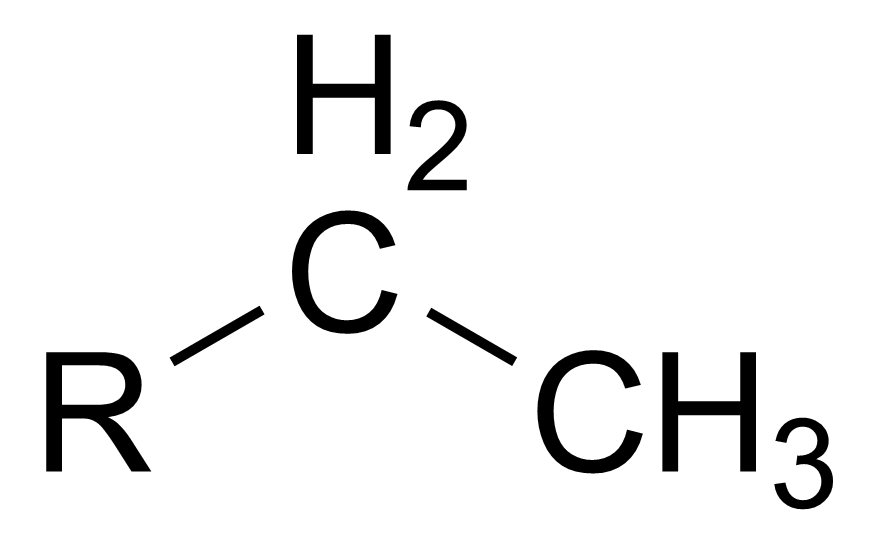
Estructura d'un grup típic "etil".

Un etil és el grup alquil que conté dos àtoms de carboni enllaçat entre si i a cinc àtoms d'hidrogen, la qual fórmula molecular és {\displaystyle {\ce {CH3-CH2 -}}}. Deriva del metà {\displaystyle {\ce {CH3-CH3}}} per eliminació d'un àtom d'hidrogen. No existeix lliure a la naturalesa.

## Nomenclatura
Prové del radical químic et-, de èter, del llatí aether, aethĕris, i aquest, del grec aithḗr, -éros 'cel; fluid molt subtil que omple l'espai enfora de l'atmosfera', derivat de aíthō 'cremar', que a química orgànica s'empra per designar les cadenes de dos àtoms de carboni; i la terminació -il, del grec hýlē 'matèria, principi' usat a química orgànica per anomenar els grups alquil.

## Estructura
La geometria del grup etil és tetragonal per a cada carboni. Es pot explicar a partir de la hibridació sp3 de l'àtom de carboni. Aquests orbitals híbrids sp3 estan separats un angle de 109,5° i formen enllaços covalents simples, o σ, amb tres àtoms d'hidrogen, quedant el quart orbital híbrid disponible per formar un altre enllaç σ amb un àtom d'un altre grup. En funció de les dimensions d'aquest grup els angles poden variar.

## Etilació
L'etilació és la formació d'un compost introduint un grup etil {\displaystyle {\ce {CH3-CH2 -}}}. L'exemple més àmpliament practicat d'aquesta reacció és l'etilació del benzè, on s'empra com a agent d'etilació l'etilè.
Aproximadament 24.700.000 tones es van produir el 1999.